# Durrës
För andra betydelser, se Durrës (olika betydelser).
Durrës (albanskt uttal: [ˈdu:rəs], albanska: Durrës med böjningsformen Durrësi, italienska: Durazzo [duˈrattso]), Grekiska: Δυρράχιο är en stad och kommun i prefekturen Durrës i mellersta Albanien. Den är centralort för prefekturen med samma namn.
Durrës, som är beläget vid Adriatiska havet, är Albaniens viktigaste import- och exporthamn. Durrës är en mångsidig industristad med textil-, livsmedels-, metall- och varvsindustri. Staden är även en bad- och semesterort.
Kommunen hade 175 110 invånare (2011) på en yta av 338,30 km².

## Namn
Enligt Appianos namngavs platsen av den icke-grekiske kungen Epidamnos, vars sonson Dyrrhachos grundade och gav namn till stadens hamn, Dyrrachion, vilket är ursprunget till stadens nuvarande namn.

## Förvaltningsområde och demografi
Durrësi är en stad och kommun i regionen med samma namn i Albanien. Durrësi är huvudstad i regionen. Kommunen ligger vid kusten i den norra delen av landet och gränsar i söder till regionen Tirana, i nord till regionen Lezha. I väst ligger Adriatiska havet.
Kommunen upprättades genom en förvaltningsreform 2014, i och med att den tidigare stadskommunen Durrësi slogs samman med stadskommunerna Sukth och Manëz och landskommunerna Ishëm, Katund i Ri och Rrashbull. De tidigare kommunerna ingår numera som administrativa indelningar i den nya storkommunen. Kommunen har sitt huvudsäte i Durrësi.
Enligt folkräkningen 2011 hade den dåvarande stadskommunen Durrësi 113 249 invånare, medan de sex kommunerna som i dag utgör storkommunen Durrësi, sammanlagt hade 175 110 invånare.

## Historia
Durrës grundades 627 f.Kr. som den grekiska kolonin Epidamnos. Epidamnos var en samägd koloni mellan Korinth och Korkyra och blev ett viktigt handelscentrum. Tvisten mellan Korinth och Korkyra om kontrollen över Epidamnos bidrog till att påskynda det peloponnesiska kriget på 400-talet f.Kr.
Epidamnos erövrades 229 f.Kr. av romarna och blev en viktig militärbas. Under romartiden hette staden Dyrrhachium, därav dagens namn. Den blev startpunkten för den militära huvudvägen Via Egnatia som ledde till Konstantinopel.
Pompejus höll stånd mot Caesar i Epidamnos 48 f.Kr.
Den blev en betydande hamnstad för den romerska provinsen Illyricum. Den var som mest välmående i slutet på 300-talet, då den blev huvudort i den romerska provinsen Epirus Nova. Vid romarrikets delning 395 tillföll Durrës den östra rikshälften. Efter det romerska rikets nedgång och fall invaderades området upprepade gånger.
Den intogs 1185 av normanderna på Sicilien. Durrës var 1392-1501 en del av stadsstaten Venedig, därefter en del av Osmanska riket 1501-1912. Osmanskt styre ledde till att staden nästan försvann. Den intogs av serberna 1912 men inlemmades i det nyskapade Albanien.
Under första världskriget ockuperades staden av österrikiska och italienska styrkor (Italien drog sig tillbaka 1920). Även grekerna gjorde anspråk på staden, varför huvudstaden (den albanska regeringen) under en kort tid flyttades från Vlora till Durrës (och slutligen till Tirana). Durrës var huvudhamn för fascistiska Italiens intåg i Albanien den 7 april 1939 (Italienska invasionen av Albanien).

## Katastrofer
Durrës drabbades under antiken av kraftiga jordbävningar och sjönk i havet och byggdes åter upp. Staden utsattes under andra världskriget för ett våldsamt bombardemang av det brittiska flygvapnet.

## Administrativ historik
Den nuvarande kommunen bildades 2015 genom sammanslagningen av kommunerna Durrës, Ishëm, Katund i Ri, Manza, Rrashbull och Sukth.

## Språk
Infödda i staden Durrës talar traditionellt sett den gegiska dialekten (den centrala varianten av gegiskan) av det albanska språket. Såväl underdialekter av gegiskan som toskiskan talas i dag i staden (dock i mindre utsträckning) på grund av inflyttningar i och med kommunismens fall på 1990-talet.

## Kultur
Enligt legenden ska den kristne aposteln Paulus en gång ha besökt staden. Anastasios I, som senare blev Bysans kejsare, och Jan Kukuzeli, som blev en framstående sångare och musiker i Konstantinopel under 1100-talet, föddes i Durrës.
Det kungliga huset av Anjou-Durazzo och familjen Durazzo i Republiken Genua härstammade från staden Durrës.
Durrës är säte för en grekisk-ortodox metropolit och en romersk-katolsk ärkebiskop.

## Turism
Flera av Romarrikets mäktiga och rika män, till exempel Cicero och Caesar, sägs ha tillbringat somrarna här. Den välkände romerske talaren Cicero beskrev Durrës som en förtjusande stad, medan poeten Catullus kallade Durrës för värdshuset vid Adriatiska havet.

## Stadsbild
Ett fåtal lämningar finns kvar från den antika tiden. Det viktigaste byggnadsminnet är den stora amfiteatern från den romerska epoken. Rester av befästningar från Venedigs glanstid finns bevarad.
Vid huvudtorget ligger stadens konstgalleri. Kung Zog den förstes villa ligger nära havet. Stadens arkeologiska museum är landets största i sitt slag.
Durrës har flera kyrkor och moskéer.

## Kända personer
- Kategori:Personer från Durrës

## Demografi
Durrës totala invånarantal är 175 110 (enligt 2011 års folkräkning) på en yta av 517 kvadratkilometer med en befolkningstäthet på 338.7 per kvadratkilometer.

## Vänorter
Durrës har följande vänorter:
- Bari, Italien
- Istanbul, Turkiet
- Pristina, Kosovo
- Purchiano, Italien
- Andria, Italien
- Marano di Napoli, Italien
- Neapel, Italien
- Salonicco, Grekland

## Sevärdheter
- Durrës skönhet
- Durrës amfiteater
- Durrës arkeologiska museum
- Durrës strand

## Galleri

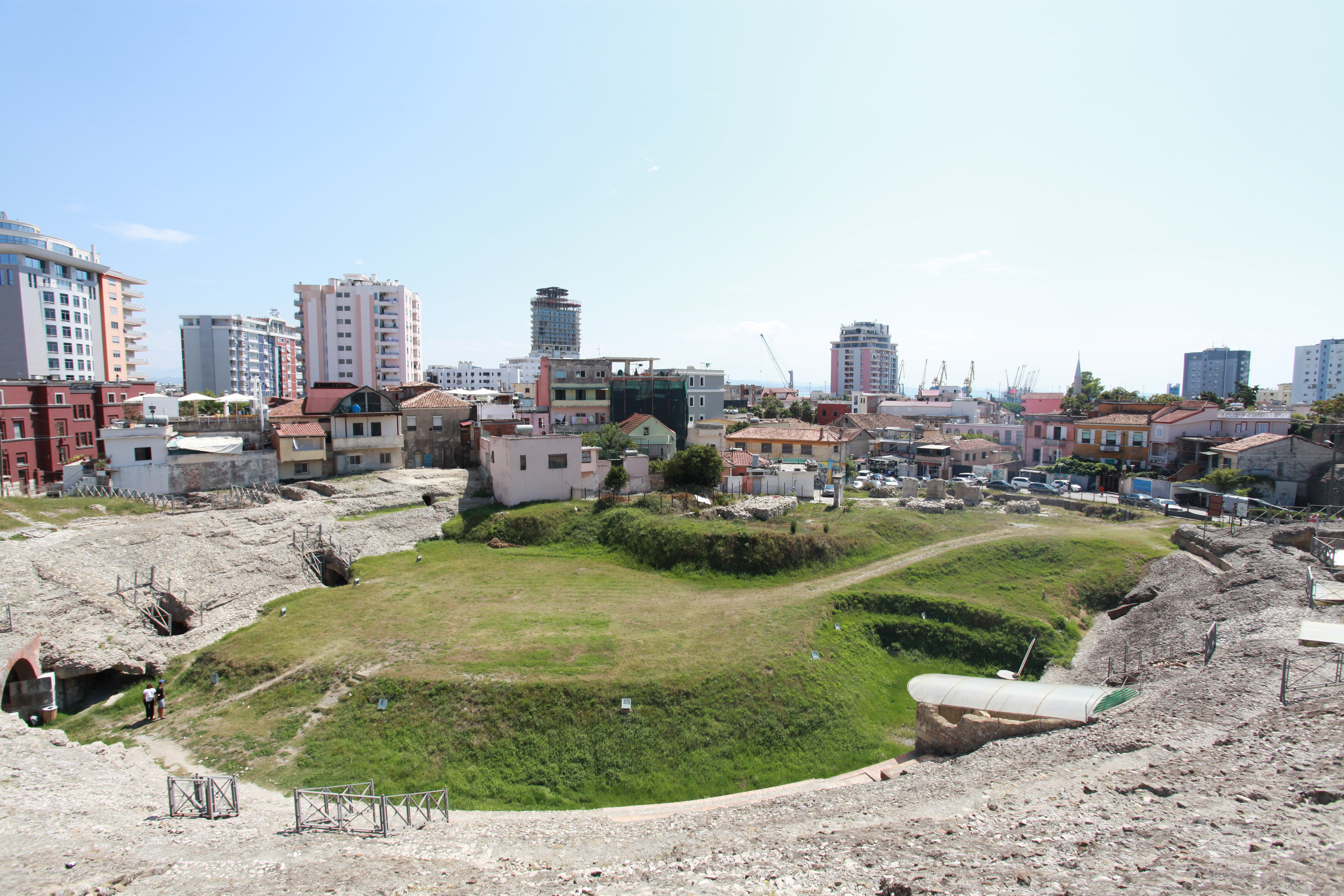
Durrës amfiteater är en av de största amfiteatrarna på Balkanhalvön och hade plats för 20 000 åskådare.
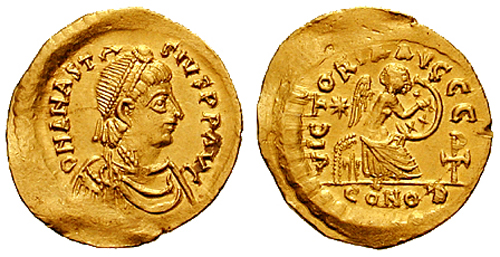
Den östromerske kejsaren Anastasios I föddes i en illyrisk familj i Durrës.
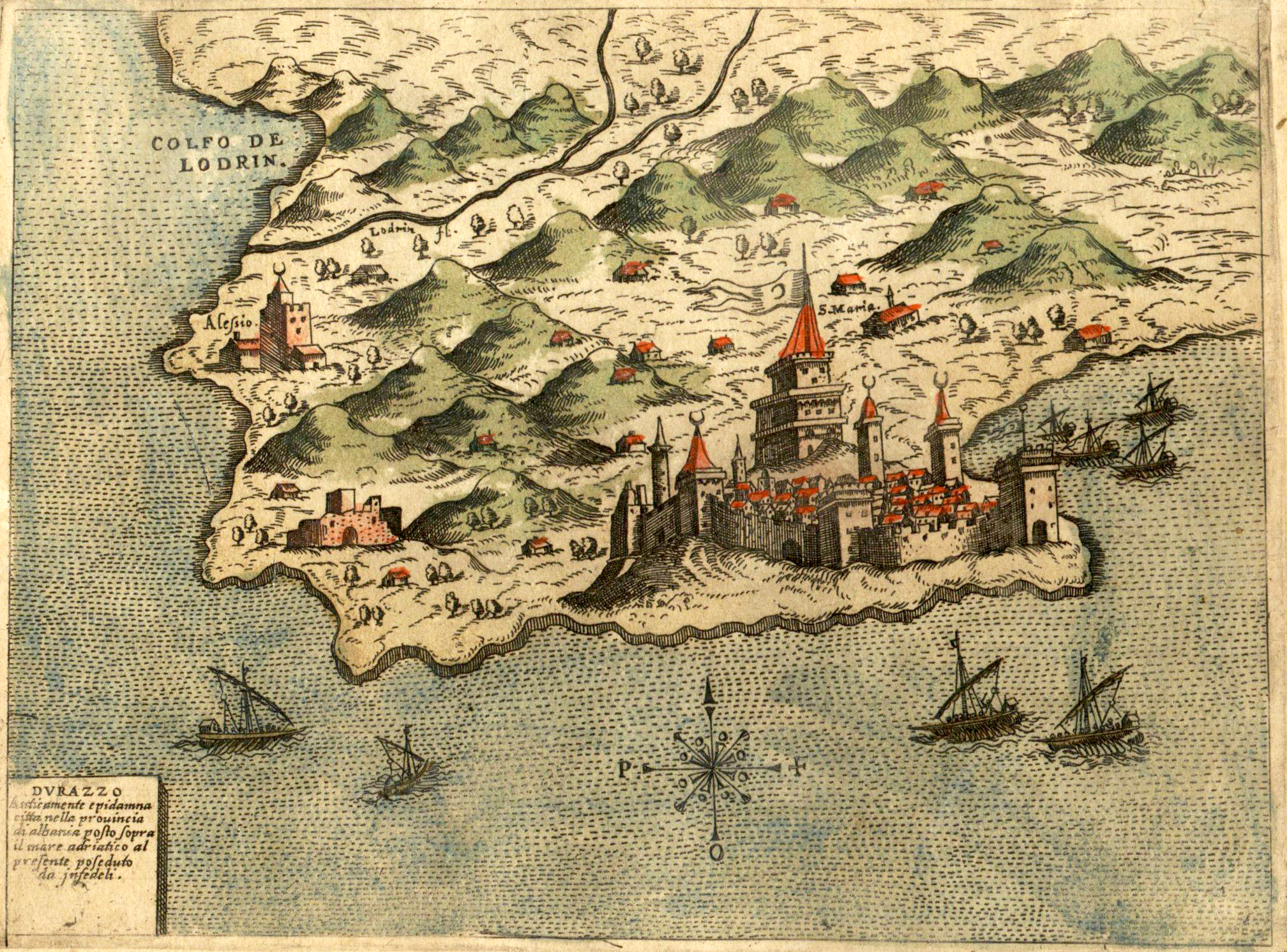
Durrësi enligt historisk karta, ritning av Simon Pinargenti 1573.

### Fotnoter
1. 1 2 3  ”Bashkia Durrës – Albanian Association of Municiplatilies”. aam.org.al. Arkiverad från originalet den 26 september 2018. https://web.archive.org/web/20180926205726/http://aam.org.al/en/bashkia-durres/. Läst 26 september 2018.
2. ↑  ”CENSUSI I POPULLSISË DHE BANESAVE: Durrës 2011”. sid. 84. http://www.instat.gov.al/media/3061/3__durres.pdf. Läst 26 september 2018.
3. ↑  ”Besegrades Julius Caesar i Albanien?”, Harrisons historia, Svenska Dagbladet, 2017-08-17
4. ↑  ”Durrës City Guide – Bashkia Durrës”. Arkiverad från originalet den 29 augusti 2016. https://web.archive.org/web/20160829124408/http://durres.gov.al/pdf/durres_city_guide.pdf. Läst 6 januari 2018.
5. ↑  Map of Durrës – Hebrew University of Jerusalem Arkiverad 18 november 2019 hämtat från the Wayback Machine. (Hebreiska universitetet i Jerusalem)